# Villa San Martino (Lugo)
Villa San Martino è una frazione di 960 abitanti del comune di Lugo, in provincia di Ravenna.
Sul territorio è situato il 30% della superficie dell'aeroporto di Lugo (il restante 70% ricade nel territorio della vicina Bagnara di Romagna).

## Storia
Nell'Alto Medioevo furono edificati lungo la via che segna il confine occidentale dell'ager di Faenza (attuale Via Lunga) alcuni santuari a distanze regolari tra di loro. Uno di questi fu dedicato a San Martino. Nello stesso luogo fu edificata una pieve, che prese il nome di S. Martino in Sablusi. Di essa si hanno notizie in una pergamena dell'anno 767.

L'ambito territoriale della pieve confinava a nord con la pieve di Sant'Agata (dove sorse Sant'Agata sul Santerno), ad est con Santo Stefano in Barbiano, a sud con il fiume Senio (che aveva un corso diverso dall'attuale) e ad ovest con il fiume Santerno.
Dopo l'anno Mille la pieve perse d'importanza, ma attorno ad essa nacque l'abitato di Villa San Martino. Inglobata nel Comune di Lugo, ha mantenuto l'appartenenza alla Diocesi di Faenza.
Alla fine del XIX il lughese Pietro Randi, inventore nel 1889 della "randite", la prima polvere da sparo senza fumo prodotta in Italia, stabilì il suo impianto a Villa San Martino. Il 6 agosto 1925, nel pomeriggio, il polverificio prese fuoco causando la morte di 16 persone: la sorella del proprietario, 14 operaie e una guardia di finanza.

## Monumenti
Architetture religiose
È attestata una pieve già esistente nell'Alto Medioevo (Sancte Martini in Sablusi). Dopo l'anno Mille cadde in rovina e, ad oggi, non è stata ancora rinvenuta.

La chiesa parrocchiale, intitolata a Martino di Tours, fu consacrata nel 1472. Nel 1633 fu riedificata dalle fondamenta. Nel 1852 furono abbattuti e ricostruiti il presbiterio e l'abside.